# Fran Saleški Finžgar
Fran Saleški Finžgar (Doslavče, 9. veljače 1871. – Ljubljana, 2. lipnja 1962.), slovenski književnik i prevoditelj.
Rođen je u gorenjskom selu Doslovčah, pod Stolom na Gorenjskem. Ocu je pomagao kao krojač. U Breznici je išao u jednorazrednicu. Ondje je privukao učiteljevu i župnikovu pozornost. Nagovorili su njegova oca da ga pošalje u Radovljici u 3. razred osnovne škole. Ondje je naučio njemački. Bio je odlični učenik. Nakon završetka osnovne škole, od 1882. do 1891. pohađao je gimnaziju u Ljubljani.Zbog podsmjehivanja od strane drugih učenika preživljavao je unutarnju krizu. Krize su mu se nekoliko puta ponovile u životu. Prvi je razred morao ponavljati. Početne tegobe je ipak svladao i ljeta 1894. maturirao je s odličnim uspjehom. Školovanje je nastavio u ljubljanskom bogoslovnom sjemeništu. Zaredio se 1894. godine. 
Kao katolički svećenik služio je po mnogim mjestima, u Bohinju, na Jesenicama, u Kočevju, u Idriji, Sori, Želimljah i drugdje. Godine 1918. otišao je na svoje zadnje službeno mesto u Trnovo u Ljubljani. Ondje je umirovljen 1936. godine. Još je aktivno radio kao duhovnik i spisatelj. 1944. slavio je zlatnu misu. Preživio je bombardiranje koje je znatno oštetilo njegovu kuću. Do smrti je živio u Ljubljani, u kući na Koleziji, koju je projektirao arhitekt Jože Plečnik (kod potoka Gradaščice). Ulica u kojoj je bio Finžgarov dom, danas se zove Finžgarjeva ulica. Rodna kuća uređena je u muzej.
Više godina uređivao je Finžgar katoličko književno glasilo Dom in svet i časopis Mladika. Počeo je kao pjesnik sentimentalno-folklorističkih stihova. Idilično je prikazivao patrijarhalno gorenjsko selo i radnički proletarijat. Bio je među prvim članovima Slovenske akademije znanosti in umetnosti.
U slovenskoj književnosti poznant je prije svega zbog svojih pripovijedaka o seoskom životu. Djela je napisao za mlađu i stariju populaciju. Napisao je putopise, dramske prizore, novele, epove, pripovijetke, socijalne i povijesne romane, crtice, alegorije i dr.

## Vanjske poveznice
- Fran Saleški Finžgar  Arhivirana inačica izvorne stranice od 20. prosinca 2013. (Wayback Machine). Slovenski biografski leksikon 1925–1991. Elektronska izdaja. Ljubljana: SAZU, 2009.
- http://www.zirovnica.si/podrocje.aspx?id=241  Arhivirana inačica izvorne stranice od 29. listopada 2007. (Wayback Machine)
- http://www.dogaja.se/opis/fran_saleski_finzgar/10024  Arhivirana inačica izvorne stranice od 16. prosinca 2009. (Wayback Machine)
- Pot kulturne dediščine